# Warren Cummings Smith
Warren Cummings Smith III (auch Trace Smith; * 21. Juni 1992 in Boston, Vereinigte Staaten) ist ein ehemaliger US-amerikanisch-estnischer Skirennläufer. Er bestritt fast ausschließlich die technischen Disziplinen Slalom und Riesenslalom.

## Karriere
Smith lebt im Massachusetts und studiert am Dartmouth College (New Hampshire), wo er dem Ski-Team und der Segelmannschaft angehört. In seiner Jugend war er unter dem Namen Trace Smith noch als US-Amerikaner am Start. 2009 nahm er die Gelegenheit wahr dank einer estnischen Großmutter für den estnischen Skiverband an den Start zu gehen.
Hauptsächlich nimmt Smith an FIS-Rennen teil und startet im Nor-Am Cup, im Alpinen Skiweltcup war er noch nie am Start. Im Dezember 2013 gewann Smith im schwedischen Tärnaby als erste Este ein alpines FIS-Rennen, in der Saison 2013/2014 gelang es ihm auch erstmals im Nor-Am Cup zu punkten.
2013 konnte sich Warren Cummings Smith für die Weltmeisterschaften in Schladming qualifizieren. Nach einem Ausfall im Riesenslalom erreichte er Platz 36 im Slalom. Bei den Olympischen Winterspielen 2014 in Sochi war Smith der einzige männliche Vertreter Estlands in den alpinen Skiwettbewerben. Er wurde 45. im Riesenslalom, im Slalom schaffte er es mit Rang 26 sogar unter die besten 30. An den Weltmeisterschaft 2015 in Vail/Beaver Creek nahm er erneut in den Disziplinen Riesenslalom und Slalom teil, schied im Riesenslalom allerdings im ersten Lauf sowie im Slalom im zweiten Durchgang aus.
Sein letztes internationales Rennen bestritt Cummings Smith im Januar 2016 in Andover, New Hampshire, danach ist er nicht mehr als Rennläufer in Erscheinung getreten.

## Erfolge

### Olympische Winterspiele
- Sotschi 2014: 26. Slalom, 45. Riesenslalom

### Weltmeisterschaften
- Schladming 2013: 36. Slalom, DNF Riesenslalom
- Vail/Beaver Creek 2015: DNF Riesenslalom, DNF Slalom

### Juniorenweltmeisterschaften
- Crans-Montana 2011: 50. Slalom, 64. Riesenslalom

### Australian New Zealand Cup
- 3 Platzierungen unter den besten 30

### Far East Cup
- Eine Platzierung unter den besten 10

### Nor-Am Cup
- 4 Platzierungen unter den besten 30

### South American Cup
- Eine Platzierung unter den besten 20

### Weitere Erfolge
- 6 Podestplätze bei FIS-Rennen, davon ein Sieg